# یواس‌اس درو (ای‌پی‌ای-۱۶۲)
یواس‌اس درو (ای‌پی‌ای-۱۶۲) (به انگلیسی: USS Drew (APA-162)) یک کشتی بود که طول آن ۴۵۵ فوت ۰ اینچ (۱۳۸٫۶۸ متر) بود. این کشتی در سال ۱۹۴۴ ساخته شد.